# Franz von Adler
Viktor Heinrich Franz Adler, seit 1864 von Adler (* 5. November 1829 in Berlin; † 1. September 1898 ebenda) war ein preußischer Generalleutnant.

## Leben

### Herkunft
Franz war der Sohn des Kanzleirates Karl Adler († 1857) und dessen Ehefrau Emilie, geborene Bergmann († 1850).

### Militärkarriere
Adler besuchte das Friedrich-Wilhelm-Gymnasium in Berlin. Am 1. November 1847 trat er als Einjährig-Freiwilliger in die Garde-Pionier-Abteilung der Preußischen Armee ein und wurde mit der Beförderung zum Unteroffizier Mitte August 1848 in die 1. Pionier-Abteilung versetzt. Zur weiteren Ausbildung absolvierte Adler ab September 1848 für ein Jahr die Vereinigte Artillerie- und Ingenieurschule. In der Zeit wurde er am 3. Februar 1849 zum Portepeefähnrich mit Patent vom 10. September 1848 in die Garde-Pionier-Abteilung versetzt. Am 29. August 1850 kam er als außeretatmäßiger Sekondeleutnant mit Patent vom 10. September 1849 in die 1. Ingenieur-Inspektion, aber bereits am 7. Dezember 1850 wechselte er die Garde-Pionier-Abteilung. Von Anfang Oktober 1853 bis Mitte September 1856 war er Adjutant der 1. Pionier-Abteilung. Anschließend folgte ein Verwendung im Dienst der Fortifikationsbauten Königsberg und am 1. November 1856 die Beförderung zum Premierleutnant. Nach einer Kommandierung zum Fortifikationsdienst in der Festung Spandau wurde Adler am 30. März 1858 Adjutant der 7. Festungs-Inspektion. Vom 1. April 1860 bis zum 31. März 1862 war er zur Erlernung der französischen Sprache nach Paris kommandiert. Schon bald zeigten seine Berichte sehr gute Sachkenntnis, vortreffliche Beobachtungsgabe und militärische Anlagen erkennen.
Während des Deutsch-Dänischen Krieges kämpfte Adler 1864 bei Rackebüll, nahm am Sturm auf die Düppeler Schanzen und dem Übergang nach Alsen teil. Dafür erhielt er am 14. Mai 1864 den Roten Adlerorden IV. Klasse mit Schwertern und wurde am 14. August 1864 durch König Wilhelm I. für bewiesene Tapferkeit in den erblichen preußischen Adelsstand erhoben. Im Krieg gegen Österreich nahm Adler 1866 an den Kämpfen bei Soor, Königinhof sowie Königgrätz teil und wurde für sein tapferes Verhalten am 20. September 1866 eine Belobigung.
Nach dem Krieg wurde er am 13. November 1866 Mitglied der Prüfungskommission für Hauptleute und Premierleutnante des Ingenieurkorps. Unter Beförderung zum Major erfolgte am 16. März 1867 seine Versetzung in den Großen Generalstab und am 23. April 1867 seine Kommandierung zum Generalstab der 13. Division. Daran schloss sich von März bis Mai 1868 eine Kommandierung zum Hannoverschen Füsilier-Regiment Nr. 73 nach Münster an. Am 21. Oktober 1869 wurde Adler in den Stab des Ingenieurkorps versetzt und war ab Anfang Dezember 1869 zugleich als Mitglied in der Kommission zur Abhaltung der letzten Berufsprüfung für Ingenieuroffiziere tätig.
Für die Dauer der Mobilmachung anlässlich des Krieges gegen Frankreich war Adler im Generalstab des Generalgouvernements des I., II., IX. und X. Armee-Korps und kehrte am 8. April 1871 in seine Friedensstellung zurück. Am 24. Juni 1871 wurde er Kommandeur des Magdeburgischen Pionier-Bataillons Nr. 4 und trat am 18. Oktober 1871 als Mitglied der Prüfungskommission für Hauptleute zurück. Er stieg am 18. Januar 1872 zum Oberstleutnant auf und wurde vom 25. Juli bis zum 27. Oktober 1873 nach Russland kommandiert. Am 19. September 1874 wurde er zum Oberst befördert und am 13. April 1875 mit der Wahrnehmung der Geschäfte als Inspekteur der 3. Festungs-Inspektion kommandiert. Am 15. Mai 1875 wurde Adler zum Inspekteur ernannt und am 14. Dezember 1878 in gleicher Funktion in die 4. Pionier-Inspektion versetzt.
Am 10. Juli 1880 bekam er seine Beförderung zum Generalmajor, wurde als solcher am 14. Oktober 1880 Inspekteur der 1. Ingenieur-Inspektion und am 16. November 1880 Vorsitzender der Prüfungskommission des Ingenieurkorps. Zugleich fungierte er von Oktober 1881 bis Oktober 1884 als Vertreter der abwesenden Mitglieder des Gerichtshofes für Kompetenzkonflikte. In dieser Zeit wurde er am 28. November 1882 zum Inspekteur der Artillerie- und Ingenieurschule ernannt. Am 16. September 1885 erfolgte seiner Beförderung zum Generalleutnant und am 13. Februar 1886 zur Vertretung des erkrankten Generalinspekteurs des Ingenieur- und Pionierkorps Generalleutnant von Brandenstein kommandiert. Anlässlich des Ordensfestes erhielt Adler im Januar 1887 den Stern zum Roten Adlerorden II. Klasse mit Eichenlaub und Schwertern am Ringe. Am 28. Juni 1887 beauftragte man ihn mit der Vertretung des Inspekteurs der 1. Pionier-Inspektion, bevor er am 17. April 1888 unter Verleihung des Kronen-Ordens I. Klasse mit Pension zur Disposition gestellt wurde.
Franz von Adler starb am 1. September 1898 im Alter von 68 Jahren in Berlin und wurde drei Tage später auf dem Alten Luisen-Friedhof beigesetzt. Das Grab ist nicht erhalten.

### Familie
Adler heiratete am 29. Juli 1875 in Berlin Anny Hoffmann (1845–1906), Witwe des am 30. August 1870 bei Beaumont gefallenen preußischen Hauptmanns Richard Eugen von Steinwehr.

## Schriften
- Ballegard und Alsen. Vortrag, gehalten am 17. Februar 1865 in der militairischen Gesellschaft zu Berlin. Mittler & Sohn, Berlin 1865, Digitalisat